# Plazoleta Monte Ararat

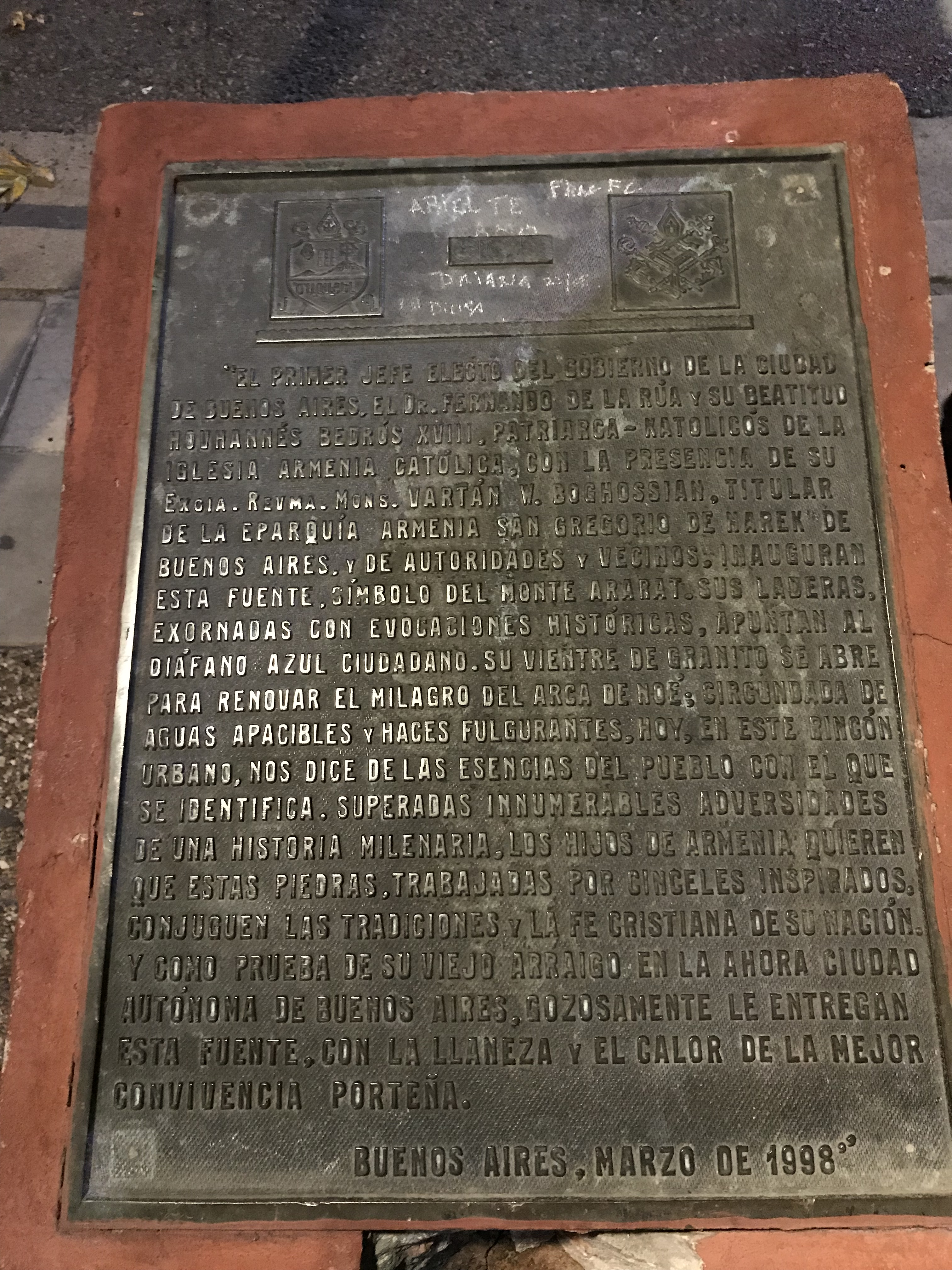
Placa conmemorativa de la inauguración de la fuente de la Plazoleta Monte Ararat.

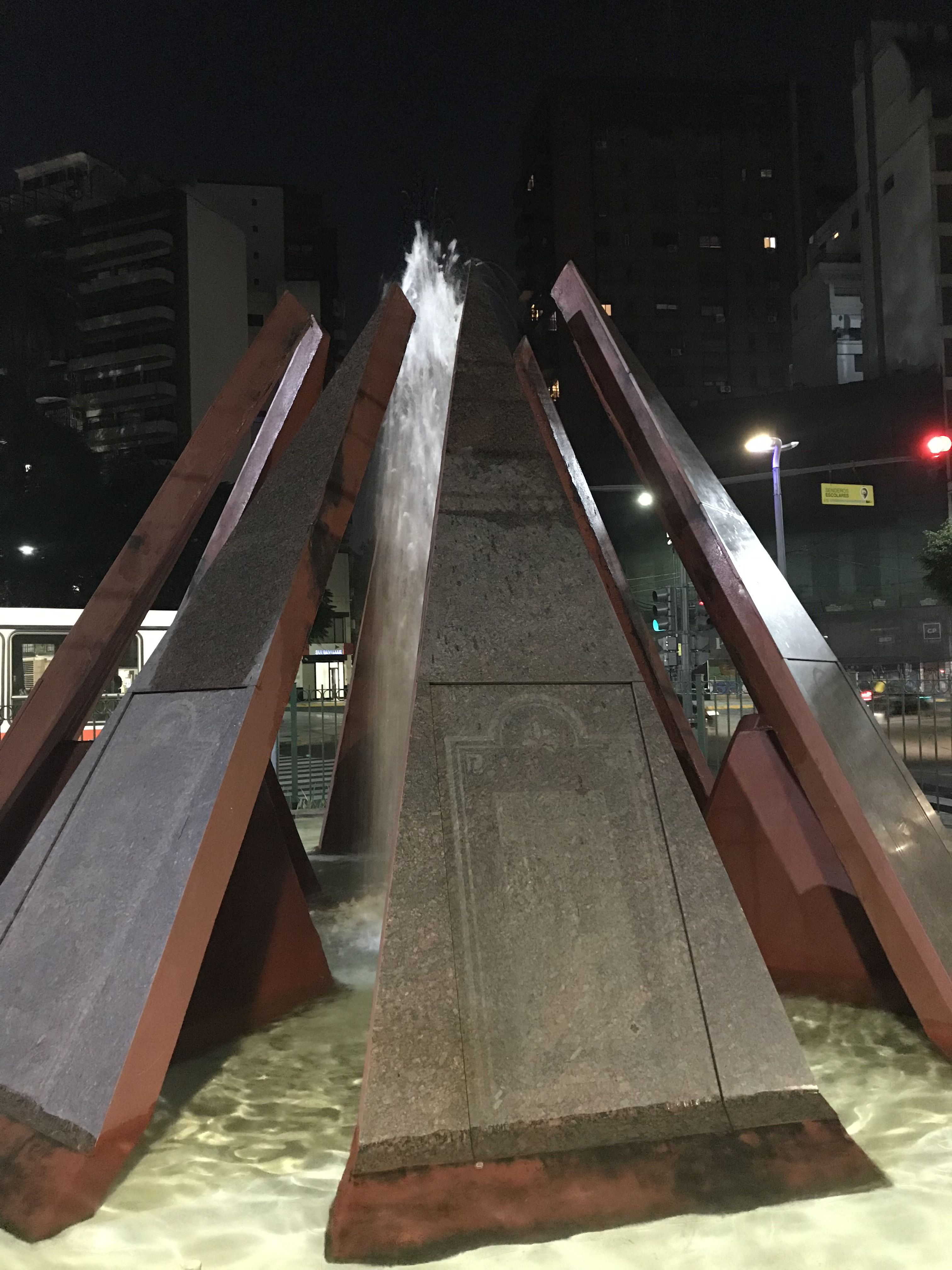
Plazoleta Monte Ararat, barrio de Palermo, Buenos Aires.

La plazoleta Monte Ararat es un espacio verde ubicado en el barrio de Palermo de la Ciudad Autónoma de Buenos Aires, capital de la República Argentina.
Toma su nombre de la región y el Monte Ararat.
Políticamente, en la actualidad, la montaña pertenece a Turquía; sin embargo, es parte de la Armenia histórica y es el símbolo nacional de Armenia.
Dicha plazoleta fue dedicada en homenaje a la comunidad armenia en Argentina y a las víctimas del genocidio armenio a manos del Imperio otomano, a principios del siglo XX.
En marzo de 1998  la comunidad armenia en  Buenos Aires  inaugura una fuente que representa el  Monte Ararat  dotando al espacio  de mayor simbolismo. 
Frente a la fuente se encuentra la placa que conmemora la inauguración de la fuente  que enmarca la plazoleta. 